# Bednarki
Bednarki (deutsch Bednarken) ist ein kleines Dorf in der polnischen Woiwodschaft Ermland-Masuren. Es gehört zur Gmina Ostróda (Landgemeinde Osterode in Ostpreußen) im Powiat Ostródzki (Kreis Osterode in Ostpreußen).

## Geographische Lage
Bednarki liegt am Nordostrand des Landschaftspark Kernsdorfer Höhen (polnisch Park Krajobrazowy Wzgórz Dylewskich) im südlichen Westen der Woiwodschaft Ermland-Masuren, 15 Kilometer südlich der Kreisstadt Ostróda (deutsch Osterode in Ostpreußen).

## Geschichte
Das Leben im kleinen Ort Bednarken – vor 1785 noch Bednarkowo genannt – wurde von seinem Gut und der Ziegelei bestimmt. 1874 wurde der Gutsbezirk Bednarken im Amtsbezirk Glanden (polnisch Glądy) im Kreis Osterode in Ostpreußen aufgenommen. 166 Einwohner waren 1910 in Bednarken mit seinen Ortsteilen Friedenthal (polnisch Kaczeniec) und Sulawken (1933 bis 1945 Klein Bednarken, polnisch Żuławki) gemeldet. Ihre Zahl belief sich 1933 auf 160 und 1939 auf 151.
In Kriegsfolge wurde Bednarken 1945 mit dem gesamten südlichen Ostpreußen an Polen abgetreten. Das Dorf erhielt die polnische Namensform „Bednarki“ und ist heute eine Ortschaft innerhalb der Gmina Ostróda (Landgemeinde Osterode in Ostpreußen) im Powiat Ostródzki (Kreis Osterode in Ostpreußen), bis 1998 der Woiwodschaft Olsztyn, seither der Woiwodschaft Ermland-Masuren (mit Sitz in Olsztyn (Allenstein)) zugehörig.

## Kirche
Bis 1945 war Bednarken in die evangelische Kirche Döhringen (polnisch Durąg) in der Kirchenprovinz Ostpreußen der Kirche der Altpreußischen Union, außerdem in die römisch-katholische Kirche Osterode (polnisch Ostróda) im Bistum Ermland eingepfarrt.
Heute gehört Bednarki evangelischerseits zur Kirche in Ostróda in der Diözese Masuren der Evangelisch-Augsburgischen Kirche in Polen und katholischerseits zur Kirche in Szczepankowo (Steffenswalde) im Erzbistum Ermland.

## Verkehr
Bednarki liegt an einer Straße, die von Ryn (Rhein) durch den Nordteil des Landschaftsparks Kernsdorfer Höhe bis nach Zajączki (Haasenberg) führt. Eine Anbindung an den Bahnverkehr besteht nicht.

## Tourismus
Durch Bednarki verläuft der Radweg („Szlak rowerowy“) Nr. 84, der auf 29 Kilometern Länge als Rundweg von und nach Brzydowo (Seubersdorf) über die 312 Meter hohen Dylewska Góra (Kernsdorfer Höhe) führt.

## Persönlichkeit
- Gerhard von Essen (1932–2002), deutscher evangelischer Theologe und Politiker (SPD)